# Team Blue Mountain
Team Blue Mountain（チーム ブルーマウンテン）は、プロマージュ所属の芸能人女子フットサルチームである。2008年に創設され、メルシートゥフェスタ参加チームの中では最も新しい。

## 経歴
- 2008年 チーム創設
- 2008年3月15日 「2008メルシートゥフェスタ開幕戦」でデビュー
- 2008年4月12日　大江戸温泉物語のフットサルコートで行われた公開練習に参加（他5チームが参加）
- 2008年4月29日　一部の選手が「メルシートゥライブVol.1」に参加
- 2008年6月15日 「2008メルシートゥフェスタ2ndStage」に参戦
- 2009年8月9日　東京都新宿区歌舞伎町にある「P・B・P」で開催された「メルシートゥフェスタ番外編『ちょっと話があるんだけど・・・?』」にて同年限りでの解散を発表。

## メンバー
2009年6月30日現在
- 監督 - 有村実樹

背番号1 ゆうき(GK)
背番号2 彩乃
背番号5 平岡夏希
背番号6 AYANE
背番号7 甲斐みずほ
背番号8 早乙女えみ
背番号9 小板なおみ
背番号10 谷ちあき（キャプテン）

### 退団
- 河野貴子
- 井本みさお
- 神庭美帆
- 神庭彩
- 田中瑞希
- 黒田彩
- 原田朋実
- 河野未佳
- 工藤ちあき
- 石井優子

## 戦績
- 2008年3月15日「2008メルシートゥフェスタ開幕戦」：予選敗退

対chakuchaku J.b戦：△1-1
対TEAM SPAZIO戦：○1-0
- 2008年6月15日「2008メルシートゥフェスタ2ndStage」：予選敗退

対ミスマガジン戦：△0-0
対ASAI RED ROSE戦：△0-0
- 2008年8月1日「冒険王リーグFINAL グループA」：予選敗退

対ASAI RED ROSE戦：●3-4
対ミスマガジン戦：○1-0
対ZENT sweeties戦：●0-1
対Envy戦：○4-2
- 2008年8月12日「冒険王リーグFINAL グループC」：予選敗退

対OMIASHI戦：△1-1
対XANADU loves NHC戦：●2-4
対ASAI RED ROSE戦：●1-3
対YOTSUYA CLOVERS戦：●0-3
- 2008年8月19日「冒険王リーグFINAL グループF」：予選敗退

対YOTSUYA CLOVERS戦：●1-4
対ZENT sweeties戦：●5-6
対FANTASISTA戦：●0-8
対南葛シューターズ戦：●0-5
- 2008年9月7日「2008メルシートゥフェスタ3rdStage」：予選敗退

対ミスマガジン戦：●0-1
対YOTSUYA CLOVERS戦：△0-0
- 2008年12月7日「2008メルシートゥフェスタFinalStage」：予選敗退

対YOTSUYA CLOVERS戦：●0-2
対XANADU loves NHC戦：●0-4
- 2009年3月15日「2009メルシートゥフェスタ in MARCH」：予選敗退

対南葛シューターズ戦：●0-4
対ZENT sweeties戦：●0-5
- 2009年5月17日「2009メルシートゥフェスタ in MAY」：初戦（2回戦）敗退

対ミスマガジン戦：●0-5